# José Ignacio Maradona
José Ignacio Fernández de Maradona, bautizado Ignacio Joseph Hermenegildo (San Juan, Argentina, 10 de abril de 1752 - ibíd., 1828) fue un jesuita, político y funcionario rioplatense, miembro de la Junta Grande de gobierno de las Provincias Unidas del Río de la Plata en representación del Cabildo de San Juan, y que llegó a ser gobernador de su provincia.

## Biografía
Ingresó en la Compañía de Jesús, y fue afectado por la expulsión de éstos en 1767. Como no había hecho los votos, fue embarcado a España, y luego de varios años obtuvo permiso por parte de la Junta de Cádiz para regresar a su ciudad natal de San Juan de la Frontera, que en esa época aún era parte de la Capitanía General de Chile pero pronto se incorporaría al Virreinato del Río de la Plata.
Se dedicó al comercio y siempre estuvo vinculado a la vida pública por su buena reputación en el vecindario de San Juan. Sarmiento, en su obra Recuerdos de Provincia, cita su compromiso en los diversos cargos en que fue elegido, y su postura patriota ante la Revolución de Mayo.
En 1810 apoyó públicamente la Revolución, cuya autoridad hizo reconocer por el cabildo. Fue elegido, con 64 años de edad y contra su voluntad, diputado a la Junta Grande, habiendo obtenido 33 votos frente a los 24 de José Ignacio de la Roza. Hizo el viaje en carreta junto a Marcelino Poblet, diputado electo por San Luis, y se incorporó en diciembre de ese año. Como miembro de la Junta firmó varios decretos, entre ellos la abolición de títulos de nobleza y la libertad del indígena.
Se unió al partido dirigido por el presidente de la misma, Cornelio Saavedra y apoyó la revolución de abril de 1811, que confirmó en el poder al grupo saavedrista. Renunció en octubre a la Junta de Observación a que había quedado reducida la Junta de Gobierno y se apuró a regresar a San Juan.
En 1813 fue uno de los principales instigadores del descontento popular que acabó con el gobierno de Saturnino Sarassa con quien sostuvo un enfrentamiento público por su gestión en los años anteriores. Ocupó en varias oportunidades cargos en el cabildo, desde donde apoyó la formación del Ejército de los Andes, y donó gran parte de sus bienes al mismo. 
Al producirse la revolución de Mariano Mendizábal en enero de 1820, mantuvo el orden político en medio del caos, lo que le permitió apoyarse en el segundo de Mendizábal, Francisco Solano del Corro, para recuperar el poder para el cabildo.
En marzo de ese año asumió como gobernador de la provincia, viéndose obligado a mantener en el mando militar a Del Corro, que se dedicó a causar conflictos y enfrentamientos con la vecina provincia de Mendoza. Del Corro fue derrotado por el general Francisco Fernández de la Cruz, y éste invadió la ciudad. Por si el general no sabía diferenciar entre los revolucionarios y los funcionarios civiles, el gobernador decidió evacuar la ciudad con las milicias y todos los funcionarios de gobierno por unos días. Cuando finalmente, en agosto, logró que el extraño personaje saliera hacia el norte —donde iba a ser derrotado por el joven Facundo Quiroga— presentó la renuncia. Fue reemplazado por el coronel Sánchez, que se decidiría por el partido unitario.
Fue ascendido al rango de coronel de milicias, pero desde entonces no tuvo actuación militar alguna, ni participó en los desórdenes políticos de los años 1825 y 1827, en que sí tuvo un papel destacado su hermano Plácido Fernández Maradona.